# Popiersie Stefana Żeromskiego w Warszawie
Popiersie Stefana Żeromskiego – pomnik znajdujący się na placu Przymierza na Saskiej Kępie w Warszawie. 

## Opis
Autorem rzeźby jest Stanisław Sikora. Popiersie odsłonięte zostało 16 września 1987 roku przez Monikę Żeromską. Pierwotnie rzeźba znajdowała się przed nieistniejącym już kinem Sawa.

## Inne informacje
W Warszawie znajduje się również inne popiersie Żeromskiego. Jego autorem jest Wiesław Müldner-Nieckowski, a odsłonięto je w 1984 przed domem kultury na osiedlu jego imienia na Kole (ul. Obozowa 85).